# Críspulo Cabezas
Críspulo Cabezas (n. Madrid; 1981) és un cantant i actor espanyol.

## Biografia
Una de les seves interpretacions més conegudes és a Barrio, pel·lícula de 1998 en la qual fa d'un noi d'un barri de la perifèria de Madrid, que és adolescent i que passa l'estiu amb els seus dos col·legues, sense poder anar-se de vacances ja que són pobres.
Els seus inicis es remunten al grup juvenil "Trastos" amb el que publica diversos discos. Al costat de la cantant Edurne, una de les integrants, recorren programes de televisió i múltiples concerts fins a 2001, any en què el grup se separa.
Críspulo Cabezas, és també conegut en el món musical com el Garou. Comença la seva carrera al costat de Tcap, Mone i Es.T en la formació de hip-hop El Eje, des del llançament de Currículum (primera maqueta d'El Eje) es converteix ràpidament en una figura a recordar en el panorama del reggae espanyol, compartint cartell des dels seus inicis amb artistes com Morodo o Benjamín. Amb El Eje gira per tot Espanya, després del gran acolliment del seu primer treball, compartint cartell amb artistes com Violadores del Verso, Rapsus, Klei, Panzers, Frank T, Falsalarma… Al mateix temps, comença la seva carrera en solitari al costat de Unity Sound i La Meka55 on comença a perfilar el seu estil, que a poc a poc es torna més reggae i menys dancehall… En els anys posteriors plena el seu currículum de grans concerts (teloner d'Earl 16 o les andaluses Reggaepartees!) i col·laboracions (Full Nelson o La Meka55). Avui dia recorre el país amb nombrosos sounds, Unity Sound, Chalice Sound, Pastizal Sound o La Meka55. També ha format part del grup de Reggae KIENES SOUND, amb TCap (Eloy Yebra), kano Sunsay (Javier Cano) i El Chiky (Sergio Campomanes) de POSITIVE VIBZ. Aquesta activitat l'ha simultanejat amb aparicions al teatre i sèries de televisió.

## Filmografia

### Cinema
- Planeta 5000 (2020)
- Rec 4 (2014)
- Linko (2009)
- Episodio III - Crónicas de la Vieja República
- Interior noche (2005)
- El mundo alrededor (2005)
- Busco (2005)
- El despropósito (2004)
- ¡Hay motivo! (2004)
- Los perros de Pavlov (2003)
- Nadie conoce a nadie (1999)
- Barrio (1998)

### Televisió
- Amar es para siempre (2018-2019)[9]
- La catedral del mar (2018)
- Servir y proteger
- Apaches
- Víctor Ros
- Hermanos y detectives
- Quart
- Escuadra hacia la muerte
- Amar en tiempos revueltos
- Génesis: En la mente del asesino
- Cuéntame como pasó
- El comisario
- Policías
- Hospital Central
- Querido maestro
- Hermanas

### Teatre
- Fedra. Dirigida per Luis Luque amb text de Paco Bezerra (2018)[10]
- Trainspotting. Dirigida per Fernando Soto (2017)[11]
- Numancia. Dirigida per Juan Carlos Pérez de la Fuente (2016)
- Woyzeck. Dirigida per Gerardo Vera. (2011)
- Madre Coraje y sus hijos. Dirigida per Gerardo Vera amb text de Bertolt Brecht (versió de Buero Vallejo). (2010)
- La buena persona de Sezuan. Dirigida per Lluis Blat amb text de Bertolt Brecht. (2006)
- Amor platoúnico. Dirigida per Chusa Martín amb text de David Desola. (2009)
- El enemigo de la clase. Dirigida per Marta Angelat amb text de Nigel Williams. (2008)
- No sé callar cuando sueño. Dirigida per Aitana Galán. Text original: Luis García-Araus
- La noche del oso. Dirigida per Ernesto Caballero amb text original d'Ignacio del Moral.
- La comedia del bebé. Dirigida per Jesús Salgado amb text d'Edward Albee.